# Daiki Matsuoka
Daiki Matsuoka (松岡 大起?, Matsuoka Daiki; Kumamoto, 1º giugno 2001) è un calciatore giapponese, centrocampista dell'Avispa Fukuoka e della nazionale Under-23 giapponese.

## Carriera

### Nazionale
Con la nazionale Under-23 giapponese ha preso parte alla Coppa d'Asia U-23 2022.

## Statistiche

### Cronologia presenze e reti in nazionale
| Cronologia completa delle presenze e delle reti in nazionale ― Giappone under 23 | Cronologia completa delle presenze e delle reti in nazionale ― Giappone under 23 | Cronologia completa delle presenze e delle reti in nazionale ― Giappone under 23 | Cronologia completa delle presenze e delle reti in nazionale ― Giappone under 23 | Cronologia completa delle presenze e delle reti in nazionale ― Giappone under 23 | Cronologia completa delle presenze e delle reti in nazionale ― Giappone under 23 | Cronologia completa delle presenze e delle reti in nazionale ― Giappone under 23 | Cronologia completa delle presenze e delle reti in nazionale ― Giappone under 23 |
| Data                                                                             | Città                                                                            | In casa                                                                          | Risultato                                                                        | Ospiti                                                                           | Competizione                                                                     | Reti                                                                             | Note                                                                             |
| -------------------------------------------------------------------------------- | -------------------------------------------------------------------------------- | -------------------------------------------------------------------------------- | -------------------------------------------------------------------------------- | -------------------------------------------------------------------------------- | -------------------------------------------------------------------------------- | -------------------------------------------------------------------------------- | -------------------------------------------------------------------------------- |
| 4-6-2019                                                                         | Salon-de-Provence                                                                | Giappone under 23                                                                | 6 – 1                                                                            | Cile under 23                                                                    | Torneo di Tolone 2019 - 1º turno                                                 | -                                                                                | 64’                                                                              |
| 7-6-2019                                                                         | Fos-sur-Mer                                                                      | Portogallo under 23                                                              | 1 – 0                                                                            | Giappone under 23                                                                | Torneo di Tolone 2019 - 1º turno                                                 | -                                                                                | 90’                                                                              |
| 28-12-2019                                                                       | Nagasaki                                                                         | Giappone under 23                                                                | 9 – 0                                                                            | Giamaica under 23                                                                | Amichevole                                                                       | -                                                                                | 81’                                                                              |
| 28-10-2021                                                                       | Hirono                                                                           | Hong Kong under 23                                                               | 0 – 4                                                                            | Giappone under 23                                                                | Qualificazioni Coppa d'Asia AFC Under-23 2022                                    | -                                                                                | 82’                                                                              |
| 3-6-2022                                                                         | Tashkent                                                                         | Emirati Arabi Uniti under 23                                                     | 1 – 2                                                                            | Giappone under 23                                                                | Coppa d'Asia AFC Under-23 2022                                                   | -                                                                                | 82’                                                                              |
| 6-6-2022                                                                         | Tashkent                                                                         | Giappone under 23                                                                | 0 – 0                                                                            | Arabia Saudita under 23                                                          | Coppa d'Asia AFC Under-23 2022                                                   | -                                                                                | 83’                                                                              |
| 9-6-2022                                                                         | Tashkent                                                                         | Giappone under 23                                                                | 3 – 0                                                                            | Tagikistan under 23                                                              | Coppa d'Asia AFC Under-23 2022                                                   | -                                                                                |                                                                                  |
| 12-6-2022                                                                        | Tashkent                                                                         | Corea del Sud under 23                                                           | 0 – 3                                                                            | Giappone under 23                                                                | Coppa d'Asia AFC Under-23 2022                                                   | -                                                                                | 86’                                                                              |
| 15-6-2022                                                                        | Tashkent                                                                         | Uzbekistan under 23                                                              | 2 – 0                                                                            | Giappone under 23                                                                | Coppa d'Asia AFC Under-23 2022                                                   | -                                                                                | 58’                                                                              |
| 18-6-2022                                                                        | Tashkent                                                                         | Giappone under 23                                                                | 3 – 0                                                                            | Australia under 23                                                               | Coppa d'Asia AFC Under-23 2022                                                   | -                                                                                |                                                                                  |
| 22-9-2022                                                                        | Marbella                                                                         | Svizzera under 23                                                                | 2 – 1                                                                            | Giappone under 23                                                                | Amichevole                                                                       | -                                                                                | 31’ 46’                                                                          |
| 18-11-2022                                                                       | Siviglia                                                                         | Spagna under 23                                                                  | 2 – 0                                                                            | Giappone under 23                                                                | Amichevole                                                                       | -                                                                                | 80’                                                                              |
| 22-11-2022                                                                       | Portimão                                                                         | Portogallo under 23                                                              | 1 – 2                                                                            | Giappone under 23                                                                | Amichevole                                                                       | -                                                                                | 88’                                                                              |
| 10-6-2023                                                                        | Newport                                                                          | Inghilterra under 23                                                             | 0 – 2                                                                            | Giappone under 23                                                                | Amichevole                                                                       | -                                                                                | 82’                                                                              |
| 20-9-2023                                                                        | Hangzhou                                                                         | Giappone under 23                                                                | 3 – 1                                                                            | Qatar under 23                                                                   | XVIII Giochi asiatici                                                            | -                                                                                | 59’                                                                              |
| 25-9-2023                                                                        | Hangzhou                                                                         | Palestina under 23                                                               | 0 – 1                                                                            | Giappone under 23                                                                | XVIII Giochi asiatici                                                            | -                                                                                | 90+2’                                                                            |
| 28-9-2023                                                                        | Hangzhou                                                                         | Giappone under 23                                                                | 7 – 0                                                                            | Birmania under 23                                                                | XVIII Giochi asiatici                                                            | -                                                                                | 64’                                                                              |
| 1-10-2023                                                                        | Hangzhou                                                                         | Giappone under 23                                                                | 2 – 1                                                                            | Corea del Nord under 23                                                          | XVIII Giochi asiatici                                                            | -                                                                                | 45’                                                                              |
| 7-10-2023                                                                        | Hangzhou                                                                         | Corea del Sud under 23                                                           | 2 – 1                                                                            | Giappone under 23                                                                | XVIII Giochi asiatici                                                            | -                                                                                |                                                                                  |
| Totale                                                                           |                                                                                  | Presenze                                                                         | 19                                                                               |                                                                                  | Reti                                                                             | 0                                                                                |                                                                                  |

## Palmarès
- Giochi asiatici: 1

2022